# Демодика
Демодика (дав.-гр. Δημοδίκη), Гермодика — легендарна цариця Фригії, дружина Мідаса, донька кимського царя Агамемнона.
Традиція приписувала Демодиці причетність до появи двох винаходів — винайдення грецької абетки (точніше пристосування до потреб грецької мови фригійського абеткового письма) та металічних монет. Сучасні історики вважають, однак, що грецька абетка виникла, швидше за все на Евбеї (хоча й не виключають фригійського впливу). Найвірогідніша батьківщина перших монет — сусідня з Фригією Лідія. За часів Демодики у Фригії могли використовувати лише «протомонети» у вигляді невеликих кульок із золота, якими могли розплачуватися за товари.